# 小行星175451
小行星175451（175451 Linchisheng），臨時編號2006 QP58，是一顆位於小行星帶的小行星。由鹿林天文台於2006年8月27日發現。
該小行星以台灣業餘天文學家，鹿林彗星的其中一位發現者林啟生命名。